# 角質器
角質器（かくしつき、英語: cornified organ）は、表皮が角質化した器官。毛、蹄、鉤爪、角、嘴、羽、距、脚鱗などが含まれる。